# مايكل داوسون

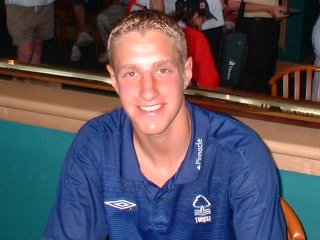
مايكل داوسون

مايكل ريتشارد داوسون، (بالإنجليزية: Michael Richard Dawson)‏ من مواليد 18 نوفمبر 1983 في نورثاليتون في إنجلترا، لاعب كرة قدم إنجليزي سابق.
بدأ مسيرته الكروية مع نادي نوتنغهام فوريست في عام 2001، ولعب معهم حتى عام 2005، وشارك معهم في 83 مباراة وسجل 7 أهداف، وفي عام 2005 انتقل إلى نادي توتنهام هوتسبر ولعب معهم حتى عام 2014، وشارك معهم في 324 مباراة وسجل 10 أهداف، ثم انتقل إلى هال سيتي، وأخيرًا لعب مع نادي نوتنغهام فورست، وأعلن اعتزاله عام 2021.

## روابط خارجية
- مايكل داوسون على موقع الاتحاد الدولي (مؤرشف)  (الإنجليزية)
- مايكل داوسون على موقع الاتحاد الأوربي (الإنجليزية)
- مايكل داوسون على موقع قاعدة بيانات كرة القدم.إي يو (الإنجليزية)
- مايكل داوسون على موقع ناشيونال فوتبول تيمز (الإنجليزية)
- مايكل داوسون على موقع Soccerbase.com (لاعب) (الإنجليزية)
- مايكل داوسون على موقع Soccerway.com (الإنجليزية)
- مايكل داوسون على موقع عالم كرة القدم.نت (الإنجليزية)
- مايكل داوسون على موقع كووورة
- مايكل داوسون على موقع AS.com (الإسبانية)